# 三方範忠
三方 範忠（みかた のりただ）は、室町時代中期の武士。一色氏の家臣。通称は弾正左衛門尉、後に山城守。若狭守護代や侍所所司代などを務めた。

## 略歴
三方氏は若狭島津氏の一族であるが、正平24年/応安2年（1369年）から始まる応安の国人一揆の当時には将軍家家臣の立場から守護の一色氏を支援していた。それから、僅か30年余りの応永13年（1406年）に範忠は前任の小笠原長春の失脚を受けて一色満範より若狭守護代に抜擢された。一色氏家中では新参であった範忠がそこまで登用されたのかは不明である。ただ、その手腕は確かなものであったようで、若狭における一色氏領国の立て直しに尽くし、応永16年（1409年）に満範が没して幼い一色義範（後の義貫）が後を継いだこともあって、数年のうちに満範時代の側近である丹後国出身の重臣を凌駕する実力者になっていた。なお、満範の死去の時に範忠も出家している。法号は常忻。
応永23年（1416年）に義範が侍所頭人になると侍所所司代を、2年後に山城国守護に任じられると守護代を兼ね、更に一時的に丹後守護代を兼ねるなど、一色氏家中の主要な地位を独占した。だが、義貫が成長すると、範忠の力が警戒されるようになり、丹後・山城守護代や侍所所司代は延永益信に交替させられるが、依然として一色氏の最も重要な領国であった若狭国での範忠の地位は変わることがなかった。その後、永享8年（1436年）もしくは9年（1437年）に弟・忠治が兄に代わって守護代に任じられているが、範忠には彼の官途名を継いだ実子と推定される三方弾正（実名不明）がおり、忠治の守護代継承は何らかの政治的背景があったと考えられる。永享年間の一色氏では義貫の信任を背景に延永氏が台頭し、三方氏に力が弱まるものの、依然として同氏の重臣としての重きをなしていた。
永享12年（1440年）、義貫は6代将軍・足利義教の命令で大和永享の乱の鎮圧に向かって出陣し、忠治と弾正がこれに従って、範忠は京都の一色邸で留守を預かった。ところが、5月15日に、義教の命令を受けた武田信栄の襲撃を受けて、義貫は殺害され、主君を守ろうとした忠治と弾正も討ち取られる。更に翌日には義教によって一色氏の新当主に任じられた一色教親（義貫の甥）が京都の一色邸を接収しようとした際に、留守を守る範忠がこれを拒んだために戦いとなり、討ち取られてしまった。

## 系譜
- 父：不詳
- 母：不詳
  - 弟：三方忠治
- 妻：不詳
- 生母不明の子女
  - 男子：三方弾正
  - 三男：三方範次 - 若狭守